# Гілязетдінова Єлизавета Петрівна
Єлизавета Петрівна Гілязетдінова (нар. 15 серпня 1994, м. Кам'янець-Подільський, Хмельницька область) — українська гандболістка, яка грає за азербайджанський клуб AZERYOL (Баку). У 2014-17 роках викликалась до національної збірної України. Виступає на позиції воротаря. Майстер спорту України.
У складі «Галичанки» — чемпіонка України жіночої суперліги, півфіналістка Кубку Виклику—2014, 2015, учасниця Кубку Європейської гандбольної федерації сезонів 2015/2016, 2016/2017. У складі студентської збірної України — чемпіонка Європи серед студентів. Найкращий воротар чемпіонату Європи з пляжного гандболу 2012 року та найкращий воротар Суперліги 2013 року. Випускниця Львівського училища фізичної культури, студентка (магістр) Львівського державного університету фізичної культури (вступ 2011 р.).
Влітку 2017 року з Владою Косміною, з якою разом виступали за «Галичанку» (Львів) підписують контракт з клубом AZERYOL (Баку). У сезоні 2018/2019 здобула з командою «золото» чемпіонату Азербайджану.
Окрім гандболу цікавиться велоспортом, мотоспортом та баскетболом